# ديريك هال (مسير أعمال)
ديريك هال (بالإنجليزية: Derrick Hall)‏ هو مسير أعمال أمريكي، ولد في 17 فبراير 1969 في لوس أنجلوس في الولايات المتحدة.